# Франжипан
Франжипа́н (фр. frangipane) — горіхова маса або горіховий крем з мигдалем, що часто використовується як начинка для кондитерських виробів.
Термін вперше зустрічається у французькій кухонній книзі в 1674 році, так називався пиріг з заварним кремом, приправлений товченим мигдалем або фісташками. Багато кулінарних істориків вважають, що назва «франжипан» або «франжипани» (італ. frangere il pane — переламаний хліб) походить від прізвища римських дворян Франджипані, які ведуть історію з XI століття. Один з Франджипані був придворним парфумером короля Франції Людовика XIII і душив рукавички мигдалевою есенцією, тож мигдалевий десерт назвали його прізвищем.
Немає доказів, що термін «франжипан» спочатку відносився до мигдалевої пасти. Так, у книзі Larousse gastronomique 1938 року мигдаль навіть не згадується з-поміж інгредієнтів, під цією назвою наведено рецепт звичайного кондитерського крему, який може бути доповнений будь-яким ароматом. У книзі Gastronomie pratique 1928 року в рецепт входить подрібнене мигдалеве печиво макарон.
У наші дні франжипан роблять з вершкового масла, цукру, яйця і меленого мигдалю або мигдалевого борошна, ароматизують за бажанням. По суті він являє собою суміш подрібненого мигдалю із заварним кремом. Франжипан використовують як начинку в тартах, булочках, кошиках, іноді і як самостійну випічку.
Франжипан характерний для французької, особливо різдвяної кухні. На свято Богоявлення французи готують з франжипану пиріг волхвів, сховавши всередині біб. Пиріг ріжуть на шматочки та роздають дітям. Той, хто знайде в своєму шматку пирога біб, стає «королем» (фр. le petit roi) на наступний рік.

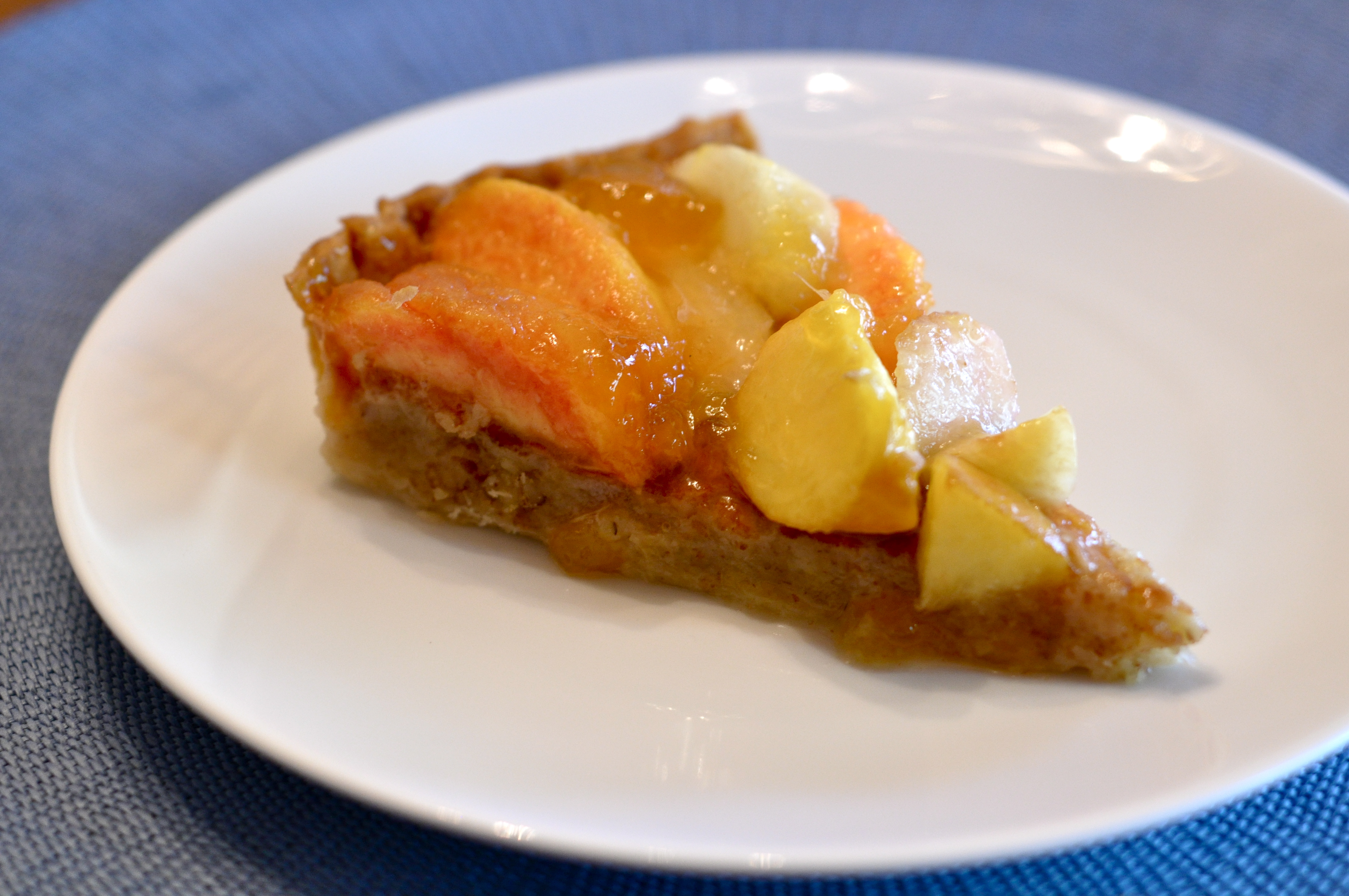
Тарт з франжипаном і персиками
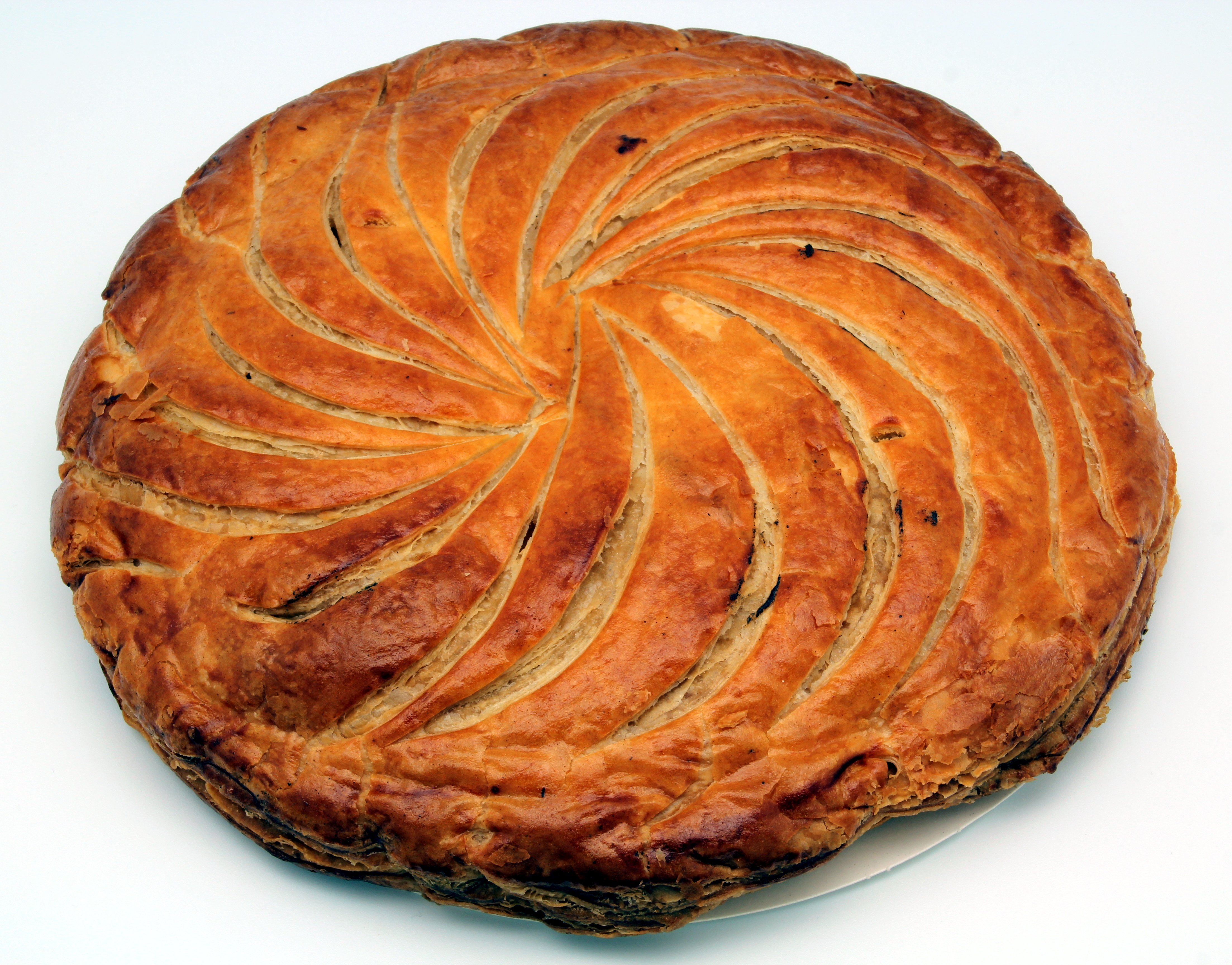
Пиріг волхвів з франжипаном
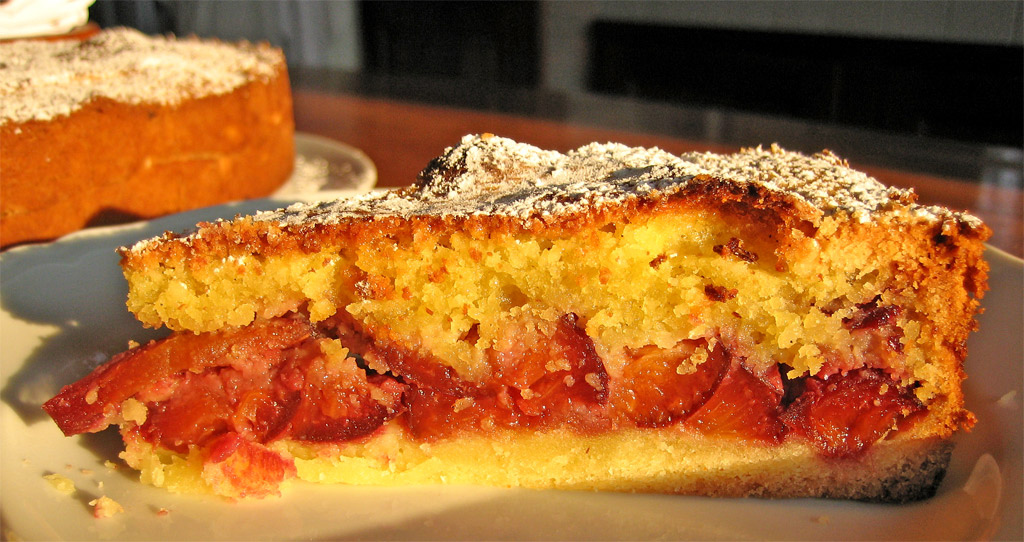
франжипан зі сливами
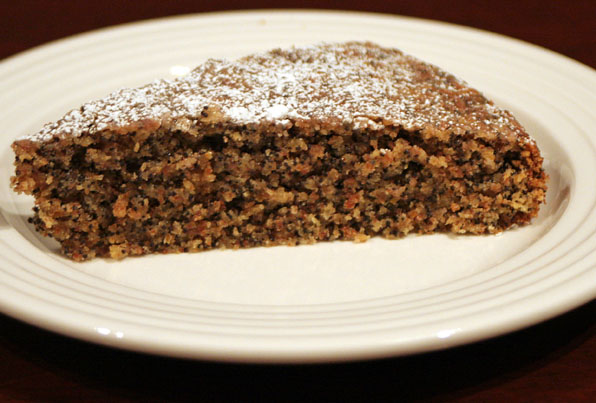
Мигдально-маковий десерт
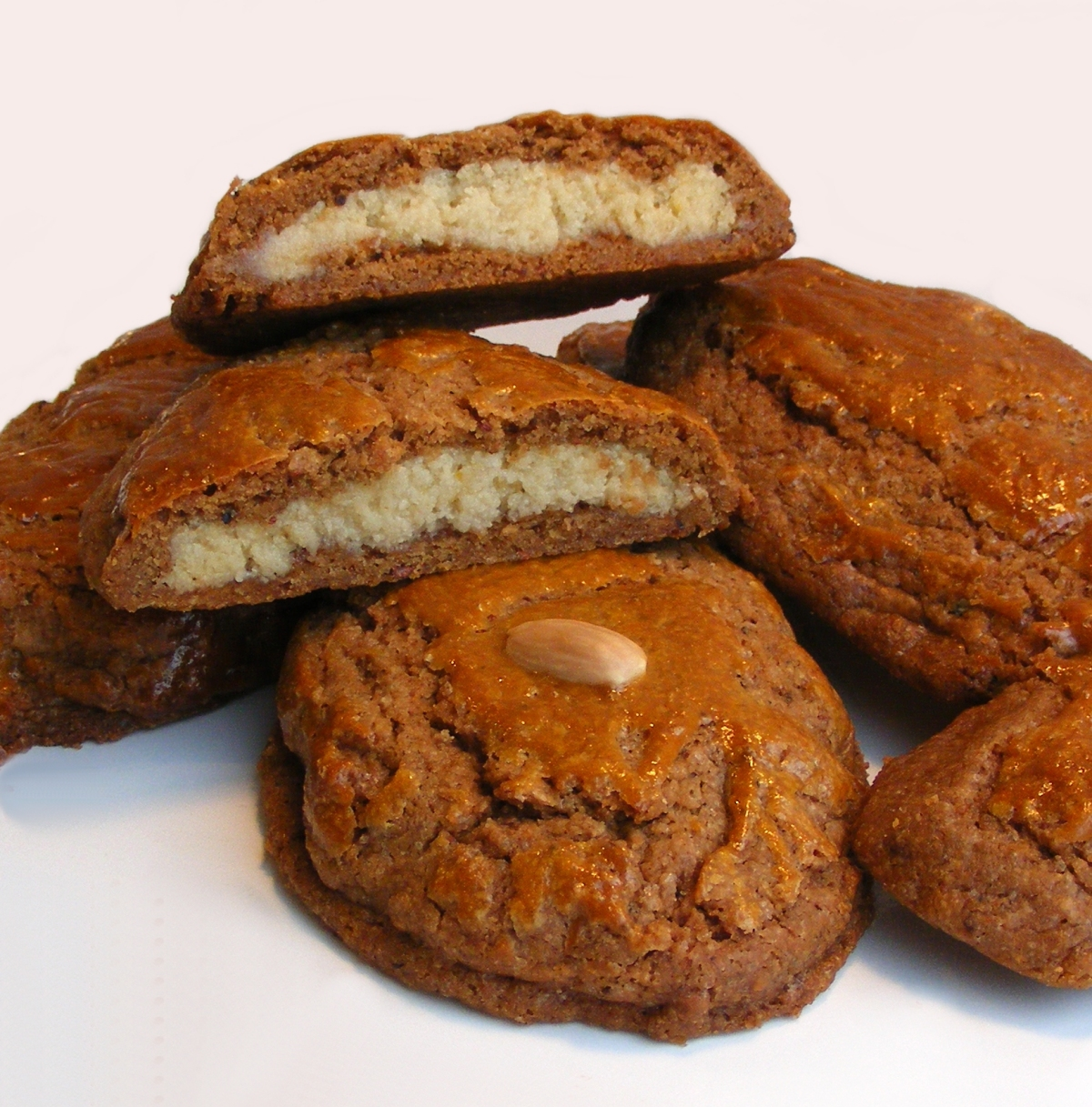
Печиво з франжипаном